# Llista de peixos del llac Turkana

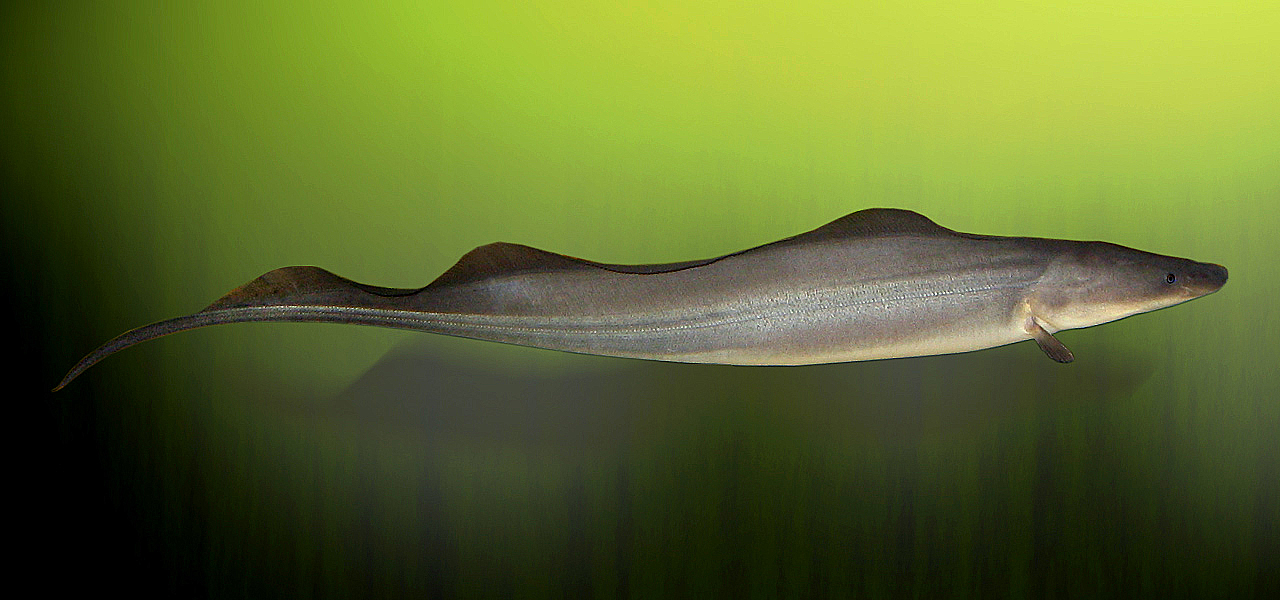
Gymnarchus niloticus

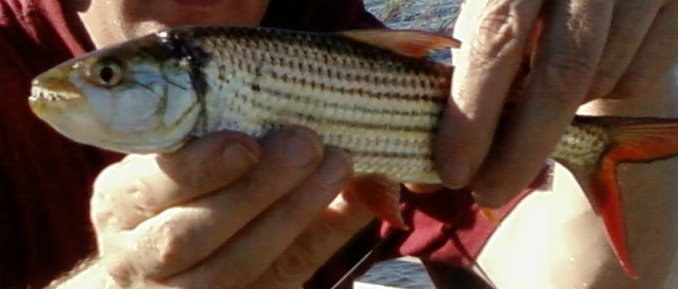
Hydrocynus vittatus

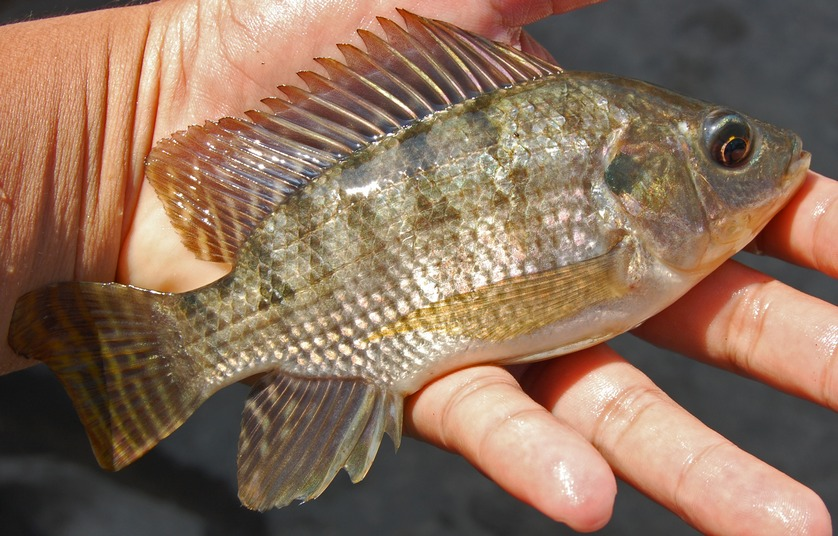
Tilàpia del Nil (Oreochromis niloticus)

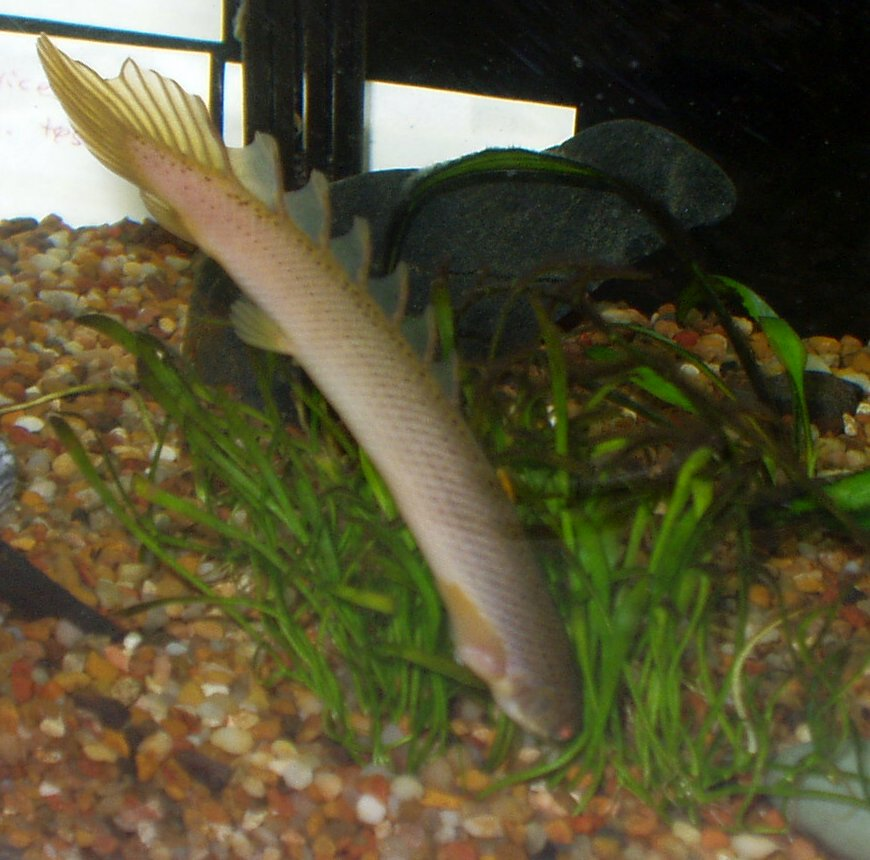
Polypterus senegalus

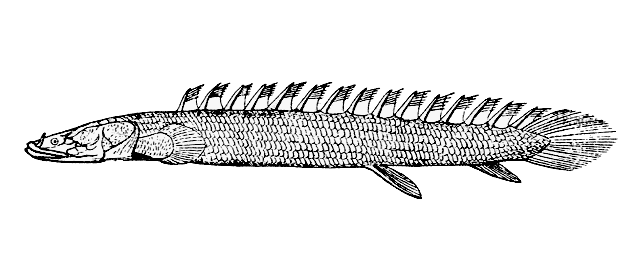
Polypterus bichir bichir

Aquesta llista de peixos del llac Turkana inclou les 59 espècies de peixos que es poden trobar al llac Turkana ordenades per l'ordre alfabètic de llur nom científic.

## A
- Alestes baremoze
- Alestes dentex
- Andersonia leptura
- Aplocheilichthys jeanneli
- Aplocheilichthys rudolfianus
- Auchenoglanis occidentalis

## B
- Bagrus bajad
- Bagrus docmak
- Barbus bynni bynni
- Barbus neumayeri
- Barbus stigmatopygus
- Barbus turkanae
- Brycinus ferox
- Brycinus macrolepidotus
- Brycinus minutus
- Brycinus nurse

## C
- Chelaethiops bibie
- Chrysichthys auratus
- Chrysichthys turkana
- Citharinus citharus citharus
- Citharinus citharus intermedius
- Clarias gariepinus

## D
- Distichodus niloticus

## G
- Gymnarchus niloticus

## H
- Haplochromis macconneli
- Haplochromis rudolfianus
- Haplochromis turkanae
- Hemichromis exsul
- Hemichromis letourneuxi
- Heterobranchus longifilis
- Heterotis niloticus
- Hydrocynus forskahlii
- Hydrocynus vittatus
- Hyperopisus bebe bebe

## L
- Labeo cylindricus
- Labeo horie
- Labeo niloticus
- Lates longispinis
- Lates niloticus
- Leptocypris niloticus

## M
- Malapterurus electricus
- Malapterurus minjiriya
- Micralestes elongatus
- Mochokus niloticus
- Mormyrus kannume

## N
- Neobola bottegoi
- Neobola stellae

## O
- Oreochromis niloticus niloticus
- Oreochromis niloticus vulcani

## P
- Polypterus bichir bichir
- Polypterus senegalus senegalus
- Protopterus aethiopicus aethiopicus

## R
- Raiamas senegalensis

## S
- Sarotherodon galilaeus galilaeus
- Schilbe uranoscopus
- Synodontis frontosa
- Synodontis schall

## T
- Tetraodon lineatus
- Tilapia zillii[1]